# Aéroport international de Sebha
L'aéroport international de Sebha (code IATA : SEB • code OACI : HLLS), est un aéroport situé à Sebha, en Libye.

## Situation
| \| 50 km1:5 038 000 \| Zintan El Beïda Benghazi Ghadamès Ghardabiya Ghat Koufra Misrata Tripoli · Mitiga Sebha Tobrouk Ubari Tripoli |
| 50 km1:5 038 000 |

## Compagnie aérienne et destination
| Compagnies        | Destinations    |
| ----------------- | --------------- |
| Afriqiyah Airways | Benghazi-Benina |

Edité le 16/11/2023